# Pienet Kaimosaaret
Pienet Kaimosaaret är en ö i Finland. Den ligger i sjön Suuri-Juminen och i kommunen Lapinlax i den ekonomiska regionen  Övre Savolax ekonomiska region  och landskapet Norra Savolax, i den centrala delen av landet, 400 km norr om huvudstaden Helsingfors. Öns area är 4,4 hektar och dess största längd är 420 meter i sydöst-nordvästlig riktning.  Notera att namnet antyder att det är fråga om flera öar.